# 188-й истребительный авиационный полк
188-й истребительный авиационный полк (188-й иап) — воинская часть Военно-воздушных сил (ВВС) Вооружённых Сил РККА, принимавшая участие в боевых действиях Великой Отечественной войны.

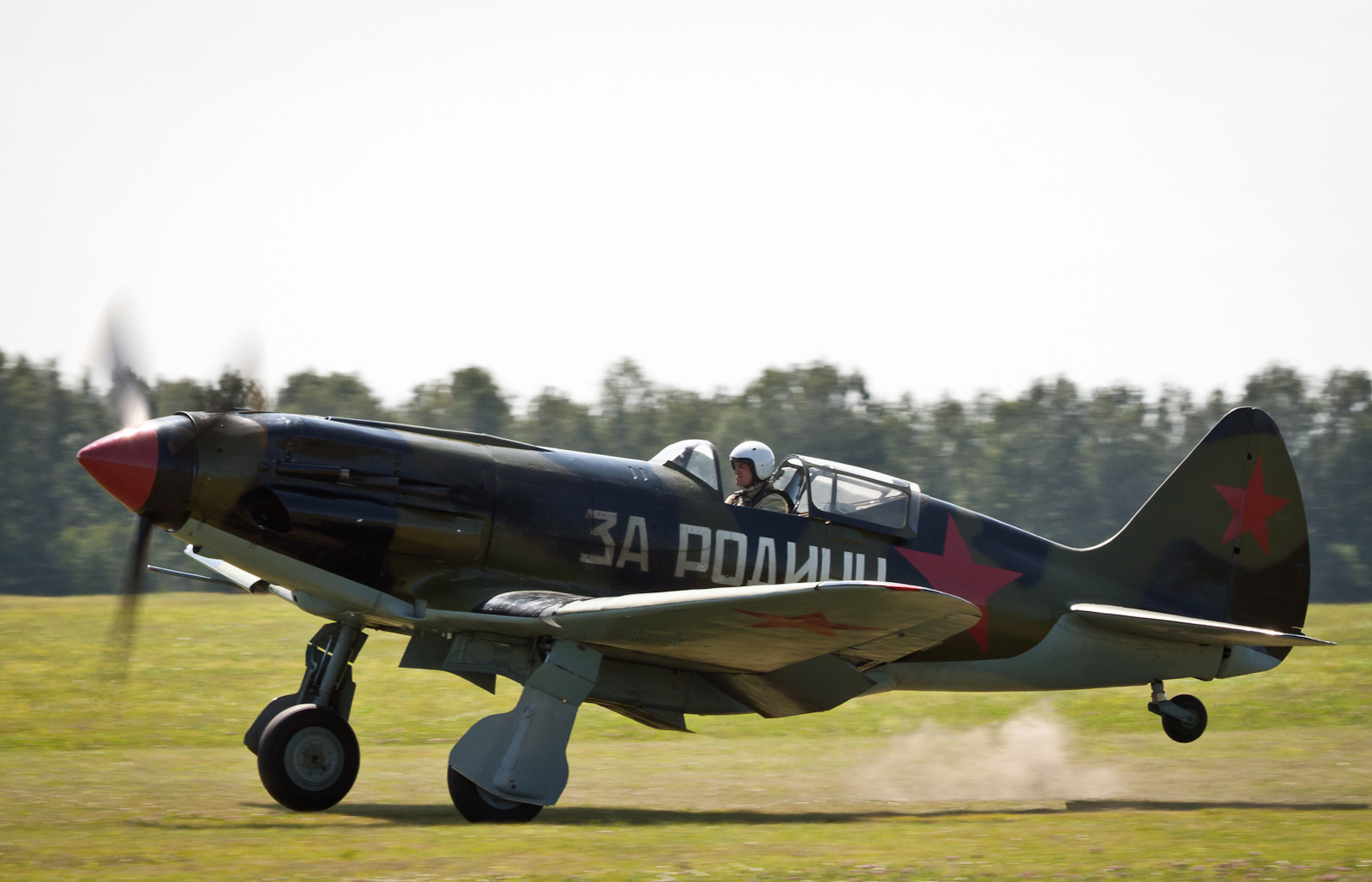
Самолёт МиГ-3

## История наименований полка
За весь период своего существования полк своё наименование не менял — 188-й истребительный авиационный полк.

## Создание полка
188-й истребительный авиационный полк начал формироваться 1 апреля 1941 года в Западном Особом военном округе в составе 60-й смешанной авиационной дивизии ВВС ЗОВО на аэродроме в г. Орша. Не завершив формирования убыл в 4-й запасной истребительный авиационный полк

## Расформирование полка
188-й истребительный авиационный полк 17 ноября 1942 года расформирован в составе 233-й штурмовой авиационной дивизии 1-й ВА Западного фронта, личный состав обращён на доукомплектование авиачастей 1-й ВА.

## В действующей армии
В составе действующей армии:
- с 17 октября 1941 года по 17 ноября 1942 года.

## Командиры полка
- подполковник Черепанов Георгий Иванович[2], 08.1941 — 17.11.1942

## В составе соединений и объединений
| Период        | Фронт (округ)                 | армия               | дивизия                                      | примечание |
| ------------- | ----------------------------- | ------------------- | -------------------------------------------- | --- |
| 01.04.1941 г. | Западный Особый военный округ | ВВС округа          | 60-я смешанная авиационная дивизия           | |
| 22.06.1941 г. | Западный фронт                | ВВС фронта          | 60-я смешанная авиационная дивизия           | |
| 07.08.1941 г. | Орловский военный округ       | ВВС округа          | 4-й запасной истребительный авиационный полк | Курск |
| 19.09.1941 г. | Приволжский военный округ     | ВВС округа          | 4-й запасной истребительный авиационный полк | Моршанск, освоил истребители МиГ-3                                                                                             |
| 14.10.1941 г. | Московский военный округ      | ВВС округа          |                                              | Внуково, 19 лётчиков с истребителями МиГ-3                                                                                     |
| 17.10.1941 г. | Западный фронт                | ВВС фронта          | 77-я авиационная дивизия                     | вступил в боевые действия на МиГ-3                                                                                             |
| 29.10.1941 г. | Западный фронт                | ВВС фронта          | 77-я авиационная дивизия                     | В состав полка включена Отдельная истребительная эскадрилья старшего лейтенанта Вараксина (7 лётчиков на 3 ЛаГГ-3 и 3 И-15бис) |
| 29.11.1941 г. | Западный фронт                | ВВС фронта          | 77-я авиационная дивизия                     | В состав полка приняты 20 лётчиков и 18 И-5 из расформированного 604-го иап                                                    |
| 27.01.1942 г. | Западный фронт                | ВВС фронта          |                                              | в прямом подчинении штаба ВВС Западного фронта                                                                                 |
| 24.02.1942 г. | Западный фронт                | 49-я армия          | ВВС 49-й армии                               | |
| 01.03.1942 г. | Западный фронт                | 49-я армия          | ВВС 49-й армии                               | В боевых условиях начал освоение Як-1                                                                                          |
| 29.04.1942 г. | Западный фронт                | 49-я армия          | ВВС 49-й армии                               | Имел в боевом составе 9 Як-1                                                                                                   |
| 09.05.1942 г. | Западный фронт                | 1-я воздушная армия | 202-я истребительная авиационная дивизия     | Як-1 |
| 05.11.1942 г. | Западный фронт                | 1-я воздушная армия | 233-я штурмовая авиационная дивизия          | Як-1 |
| 17.11.1942 г. | Западный фронт                | 1-я воздушная армия | 233-я штурмовая авиационная дивизия          | расформирован, личный состав обращён на доукомплектование частей армии                                                         |

## Участие в операциях и битвах
- Битва за Москву — с 17 октября 1941 года по 11 ноября 1941 года.
- Наро-Фоминская операция — с 1 декабря 1941 года по 5 декабря 1941 года.
- Ржевско-Вяземская операция — с 8 января 1942 года по 20 апреля 1942 года.
- Ржевско-Сычёвская операция — с 30 июля 1942 года по 23 августа 1942 года.
- Погорело-Городищенская операция — с 30 июля 1942 года по 23 августа 1942 года.

## Первая победа полка в воздушном бою
Первая известная воздушная победа полка в Отечественной войне одержана 25 октября 1941 года: младший лейтенант Манякин Н. С., пилотируя МиГ-3, в паре с лётчиком другого полка на И-16 в воздушном бою в районе д. Воробьи сбил немецкий истребитель Ме-109 (Messerschmitt Bf.109).

## Лётчики-асы полка
| Фамилия, имя отчество       | Награды | Сбито самолётов (+ в группе) | Примечание |
| --------------------------- | ------- | ---------------------------- | --- |
| Вараксин Пётр Иванович      |         | 5 + 3                        | Лётчик полка: окт. 1941 — окт. 1942. 03.05.1943, будучи лётчиком 20-го иап, опасаясь суда за драку с замполитом полка, добровольно перелетел к немцам и сдался в плен. В январе 1944 г. в лагере Мариенфельд (Восточная Пруссия) вербовал пленных советских лётчиков для авиации армии генерала Власова. Позднее не вернулся из учебно-тренировочного вылета (дата не установлена). |
| Гугнин Николай Павлович     |         | 13 + 2                       | Лётчик полка: окт. 1941 — нояб. 1942. Боевых вылетов: 264; воздушных боев: 60. Умер 7 декабря 1987 г. |
| Даниленко Николай Никитович |         | 16 + 1                       | Лётчик полка: апр. — окт. 1942. Боевых вылетов: 309; воздушных боев: 61. Война в Корее (1950—1953). Боевую работу вёл на МиГ-15 в составе 523-го иап с мая 1951 г. по февраль 1952 г. Сбитых самолётов противника нет. Умер 30 июня 1987 г. |
| Демченко Григорий Иванович  |         | 6 + 5                        | Лётчик полка: окт. 1941 — янв. 1942. Погиб 1 сентября 1942 г. Разбился в авиационной катастрофе. |
| Цагойко Николай Васильевич  |         | 8 + 0                        | Лётчик полка: сент. 1941 — нояб. 1942. Сбит в воздушном бою 10.06.1943, попал в плен, вернулся в июле 1944 г. |
| Черепанов Георгий Иванович  |         | 7 + 1                        | Командир полка: сент. 1941 — нояб. 1942. Боевых вылетов: 259. |

## Итоги боевой деятельности полка
Всего за годы Великой Отечественной войны полком:
| Выполнено боевых вылетов | Сбито самолётов в воздухе | Уничтожено самолётов всего |
| ------------------------ | ------------------------- | -------------------------- |
| 1492                     | 28                        | 35                         |

Свои потери:
| Потеряно самолётов, всего      | Погибло лётчиков всего |
| ------------------------------ | ---------------------- |
| 60 (боевые — 53, небоевые — 7) | 28 (боевые)            |

## Самолёты на вооружении
| Период      | Самолёты |
| ----------- | -------- |
| 1941 — 1941 | МиГ-3    |
| 1941 — 1941 | И-15бис  |
| 1941 — 1941 | И-5      |
| 1941 — 1941 | ЛаГГ-3   |
| 1942 — 1942 | Як-7б    |
| 1942 — 1942 | Як-1     |

## Базирование
| Период                  | Аэродром                           |
| ----------------------- | ---------------------------------- |
| 01.04.1941 — 03.07.1941 | Барановичи, Белоруссия             |
| 03.07.1941 — 29.08.1941 | Курск                              |
| 30.08.1941 — 14.11.1941 | полевые аэродромы Западного фронта |
| 14.11.1941 — 30.06.1942 | Рыбинск                            |